# Lago meromíctico

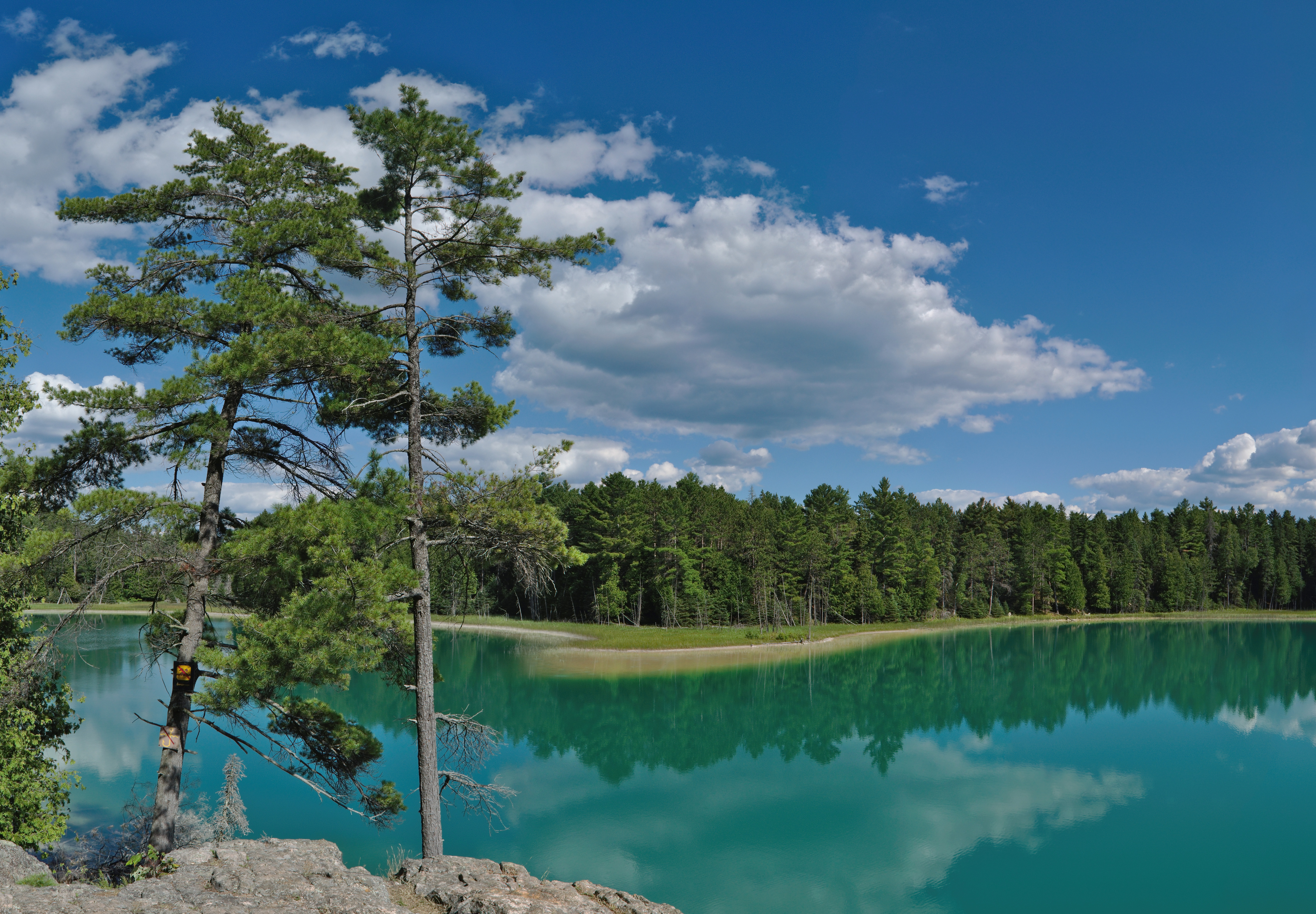
El lago McGinnis es un lago meromíctico dentro del Parque Provincial Petroglifos.

Un lago meromíctico es un lago que tiene capas de agua que no se mezclan. Este fenómeno suele ser debido a un gradiente permanente de densidad en el cual la capa inferior llamada hipolimnion es más densa que la capa superior llamada epilimnion; en general en los lagos salinos predomina el hipolimnion y en los dulces el epilimnion. En los lagos holomícticos ordinarios, al menos una vez al año, hay una mezcla física de las aguas superficiales y profundas.
Hay lagos meromícticos en todo el mundo y su distribución parece responder a patrones de agrupamiento, pero esto puede deberse a investigaciones incompletas. Dependiendo de la definición exacta de «meromíctico», la proporción entre los lagos meromícticos y los holomícticos en todo el mundo es de aproximadamente 1:1000.
El término «meromíctico» fue acuñado por el austriaco Ingo Findenegg en 1935, aparentemente basado en la palabra más antigua holomictic. Los conceptos y la terminología utilizados para describir los lagos meromícticos ya estaban esencialmente completos luego de algunas adiciones de G. Evelyn Hutchinson en 1937.

## Características

Los lagos se estratifican en tres secciones separadas:
Ⅰ. El epilimnion
Ⅱ. El metalimnion
Ⅲ. El hipolimnion
Las escalas se utilizan para asociar cada sección de la estratificación a sus profundidades y temperaturas correspondientes. La flecha se usa para mostrar el movimiento del viento sobre la superficie del agua, lo que inicia la rotación en el epilimnion y el hipolimnion.

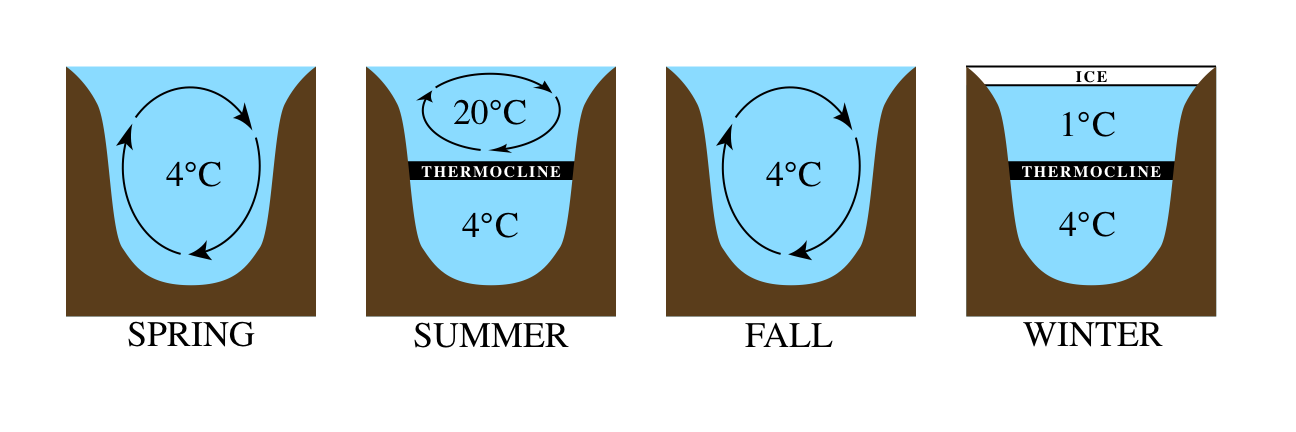
Patrón de mezcla típico para un lago dimíctico. Esto no ocurre en los lagos meromícticos.

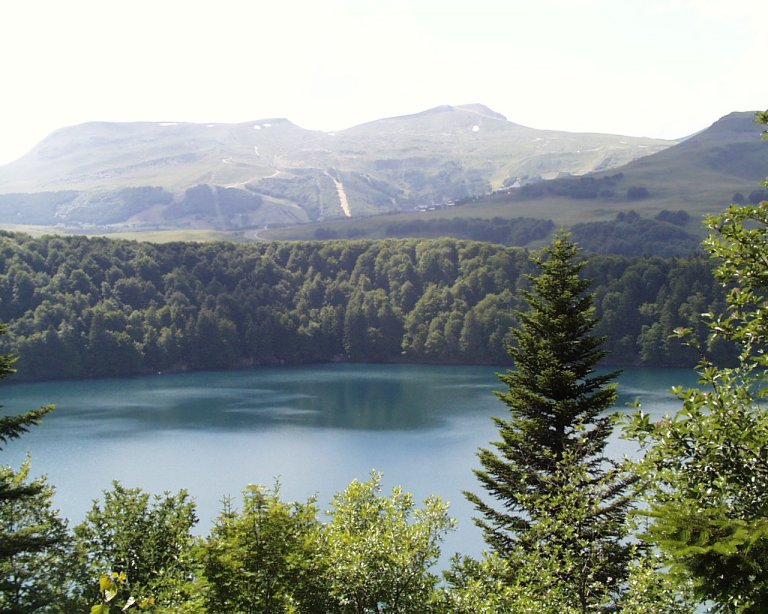
El Lago Pavin en Francia es un lago de cráter meromíctico.

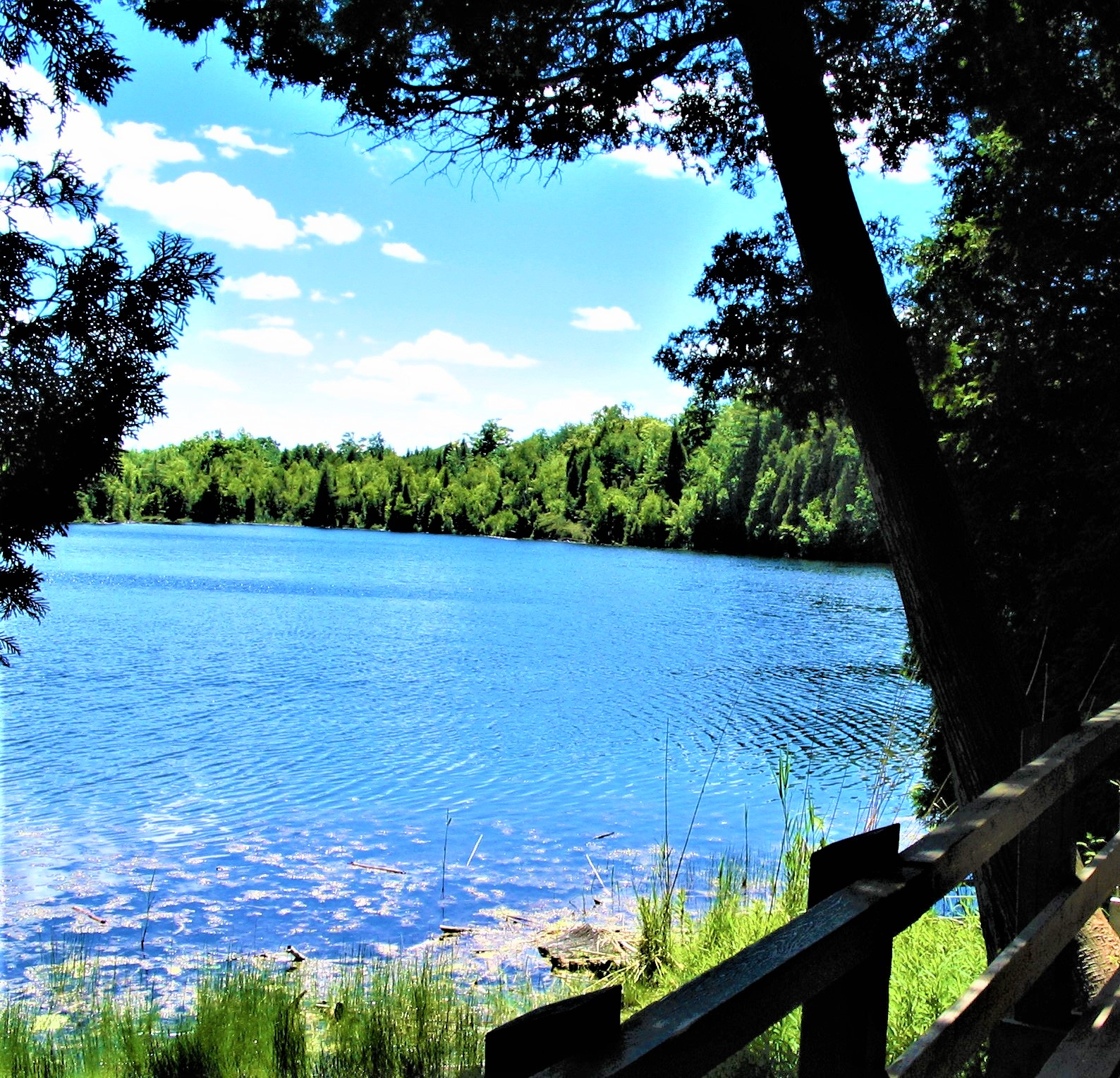
El lago Crawford (en el sur de Ontario, Canadá) es meromíctico: sus capas de agua no se mezclan, lo que permite datar los sedimentos con precisión; en él se llevan a cabo estudios arqueológicos y geoquímicos.

La mayoría de los lagos son «holomícticos»: al menos una vez al año, las aguas superficiales y profundas se mezclan. En los lagos monomícticos, la mezcla se produce una vez al año; en los lagos dimícticos, ocurre dos veces al año (generalmente en primavera y otoño), y en los lagos polimícticos, la mezcla ocurre varias veces al año. En los lagos meromícticos, las capas de agua pueden permanecer sin mezclar durante años, décadas o siglos.
Los lagos meromícticos normalmente se pueden dividir en tres secciones o capas: la capa inferior es el monimolimnion, y las aguas de esta parte del lago circulan poco y generalmente son hipóxicas y más saladas que el resto del lago; la capa superior es el  mixolimnion, y esencialmente se comporta como un lago holomíctico; el área intermedia es la quimioclina o chemolimnion.
La falta de mezcla entre capas crea ambientes radicalmente diferentes para la vida: la estratificación, o niveles estables, de las aguas del lago significa que la capa inferior recibe poco oxígeno de la atmósfera y, por lo tanto, se agota. Mientras que la capa superficial puede tener 10 mg/l o más de oxígeno disuelto en verano, las profundidades de un lago meromíctico pueden tener menos de 1 mg/l. Muy pocos organismos pueden vivir en un ambiente tan pobre en oxígeno. Una excepción son las bacterias púrpuras del azufre. Estas bacterias, que se encuentran comúnmente en la parte superior del monimolimnion en dichos lagos, utilizan compuestos de azufre como los sulfuros en la fotosíntesis. Estos compuestos se producen por la descomposición de sedimentos orgánicos en ambientes pobres en oxígeno. El monolimnio suele ser rico en fósforo y nitrógeno. Estos factores se combinan para crear un ambiente ideal para el crecimiento bacteriano. El mixolimnion puede tener cualidades similares. Sin embargo, los tipos de bacterias que pueden crecer en la superficie están determinados por la cantidad de luz recibida en la superficie.
Un lago meromíctico puede formarse porque la cuenca es inusualmente profunda y empinada en comparación con la superficie del lago, o porque la capa inferior del lago es muy salina y más densa que las capas superiores de agua.  Sin embargo, la influencia humana puede provocar que se produzca una meromixis cultural. El mayor uso de sal para carreteras como estrategia de deshielo, particularmente en las regiones de latitud norte, puede alterar los ciclos naturales de mezcla en los lagos al inhibir la mezcla. A medida que la sal ingresa a los sistemas acuáticos en altas concentraciones a fines del invierno o principios de la primavera, se acumula en la capa más profunda de los lagos, lo que lleva a una mezcla incompleta.
La estratificación en lagos meromícticos puede ser tanto endogénica como ectogénica. Endogénico significa que los patrones observados en el lago son causados por eventos internos, como la materia orgánica que se acumula en los sedimentos y se descompone, mientras que ectogénico significa que los patrones observados son causados por causas externas, como una intrusión de agua salada que se asienta en el hipolimnion, impidiéndole mezclarse.
Las capas de sedimento en el fondo de un lago meromíctico permanecen relativamente intactas porque hay poca mezcla física y pocos organismos vivos que las agiten. También hay poca descomposición química. Por esta razón, los núcleos de sedimento en el fondo de los lagos meromícticos son importantes para rastrear cambios climáticos pasados en el lago, examinando los granos de polen atrapados y los tipos de sedimentos [ver Proxy (clima)].
Cuando las capas se mezclan por cualquier motivo, las consecuencias pueden ser devastadoras para los organismos que normalmente viven en el mixolimnion. Esta capa suele tener un volumen mucho menor que el monimolimnion. Cuando las capas se mezclan, la concentración de oxígeno en la superficie disminuirá drásticamente. Esto puede provocar la muerte de muchos organismos, como los peces, que necesitan oxígeno.
Ocasionalmente, el dióxido de carbono, el metano u otros gases disueltos pueden acumularse relativamente sin perturbaciones en las capas inferiores de un lago meromíctico. Cuando se altera la estratificación, como podría ocurrir por un terremoto, puede resultar una erupción límnica. En 1986, un acontecimiento notable de este tipo —catástrofe del Lago Nyos — tuvo lugar en el lago Nyos en Camerún, provocando cerca de 1.800 muertes. En las décadas siguientes a este desastre, se han realizado investigaciones y gestión activas para mitigar la acumulación de gas en el futuro a través del Nyos Organ Pipes Program (NOPP). El programa NOPP colocó grandes tubos de órgano en el lago Nyos, para llegar al monimolimnion, donde se acumulan gases disueltos nocivos, que permiten la liberación de gas a la atmósfera, desgasificando efectivamente el monimolimnion. Desde 2019, el lago Nyos ha sido desgasificado con éxito hasta alcanzar una concentración no peligrosa de gas disuelto. Similarmente al lago Nyos, el lago Kivu es otro lago que plantea una amenaza potencialmente mortal para la comunidad. Algunas estrategias de gestión han sugerido adoptar un enfoque diferente, trasladando gases del monimolimnion al mixolimnion, en lugar de desgasificarlos a la atmósfera a través de los tubos de los órganos.
Si bien los lagos son principalmente meromícticos, la cuenca meromíctica más grande del mundo es el mar Negro. Las aguas profundas por debajo de los 50 m no se mezclan con las capas superiores que reciben oxígeno de la atmósfera. Como resultado, más del 90% del volumen más profundo del mar Negro son Aguas anóxicas. El mar Caspio es anóxico por debajo de los 100 m. El mar Báltico está persistentemente estratificado, con agua densa y altamente salina que comprende la capa inferior y grandes áreas de sedimentos hipóxicos (ver Hipoxia del Mar Báltico ).

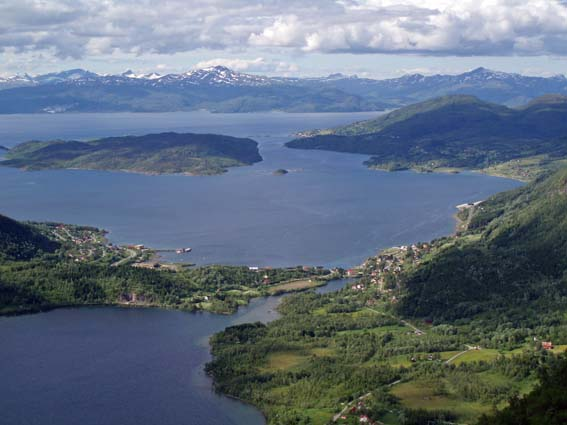
Strandvatnet en Nordland, hacia la izquierda; sólo un pequeño istmo separa el lago de Ofotfjord.

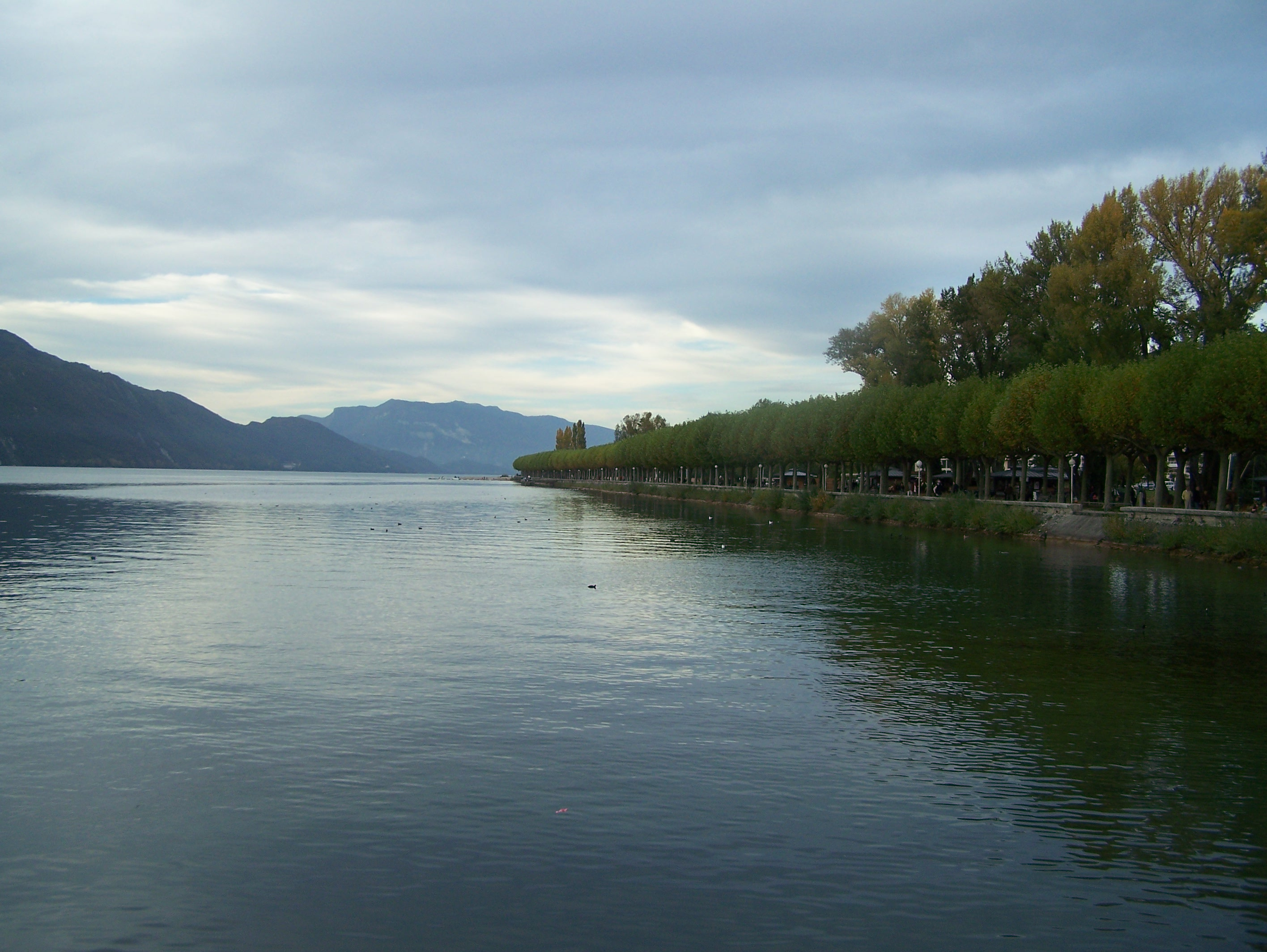
Lago Bourget es el lago más grande y profundo de Francia

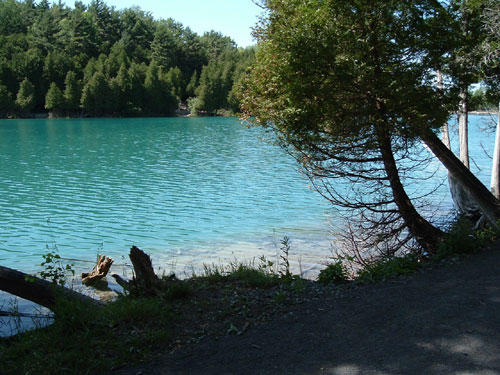
Lago Green es un lago meromíctico cerca de Syracuse, New York.

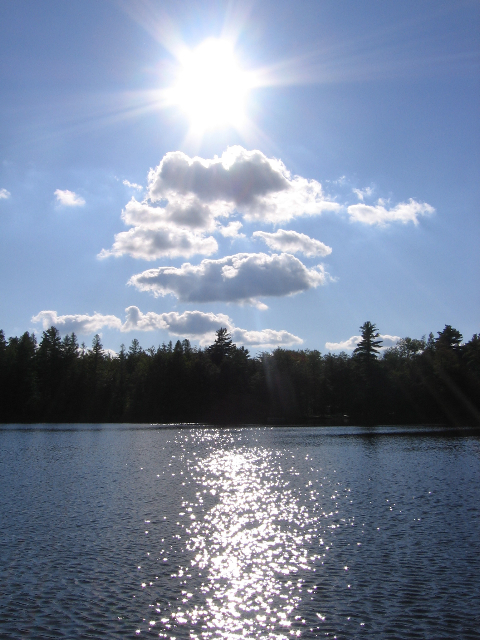
Lago Sunfish es un lago meromíctico cerca de Waterloo, Ontario.

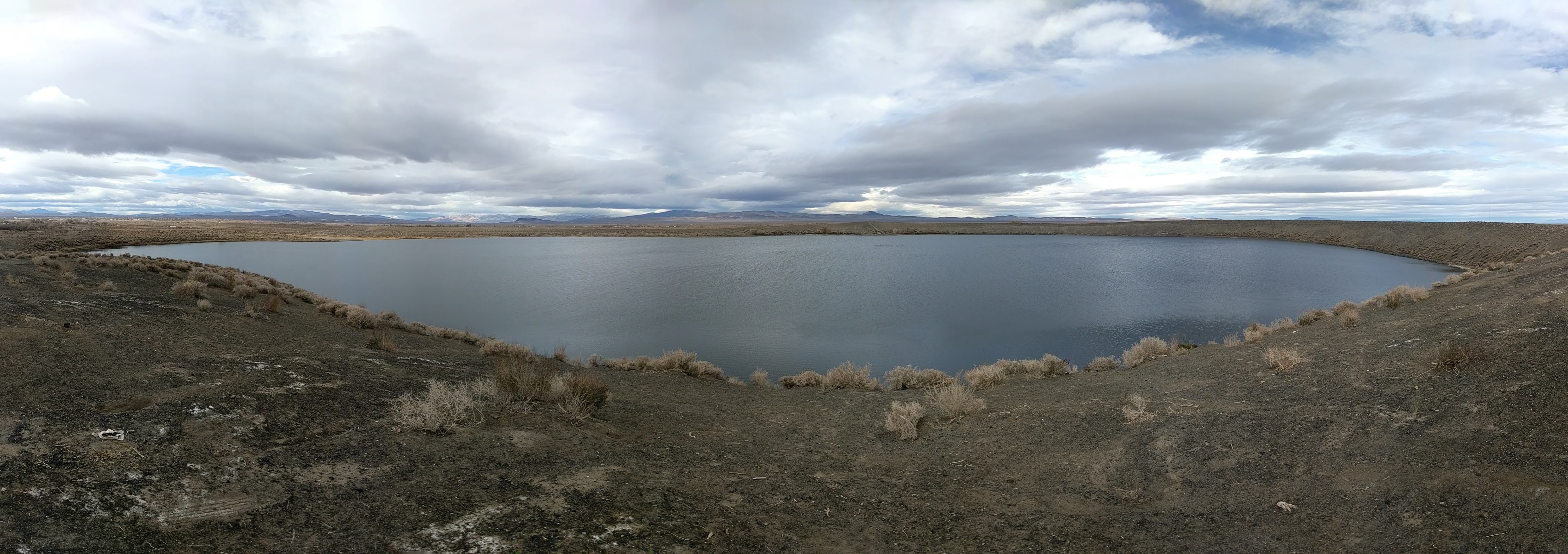
Gran Lago Soda es un lago meromíctico en un cráter volcánico cerca de Fallon, Nevada

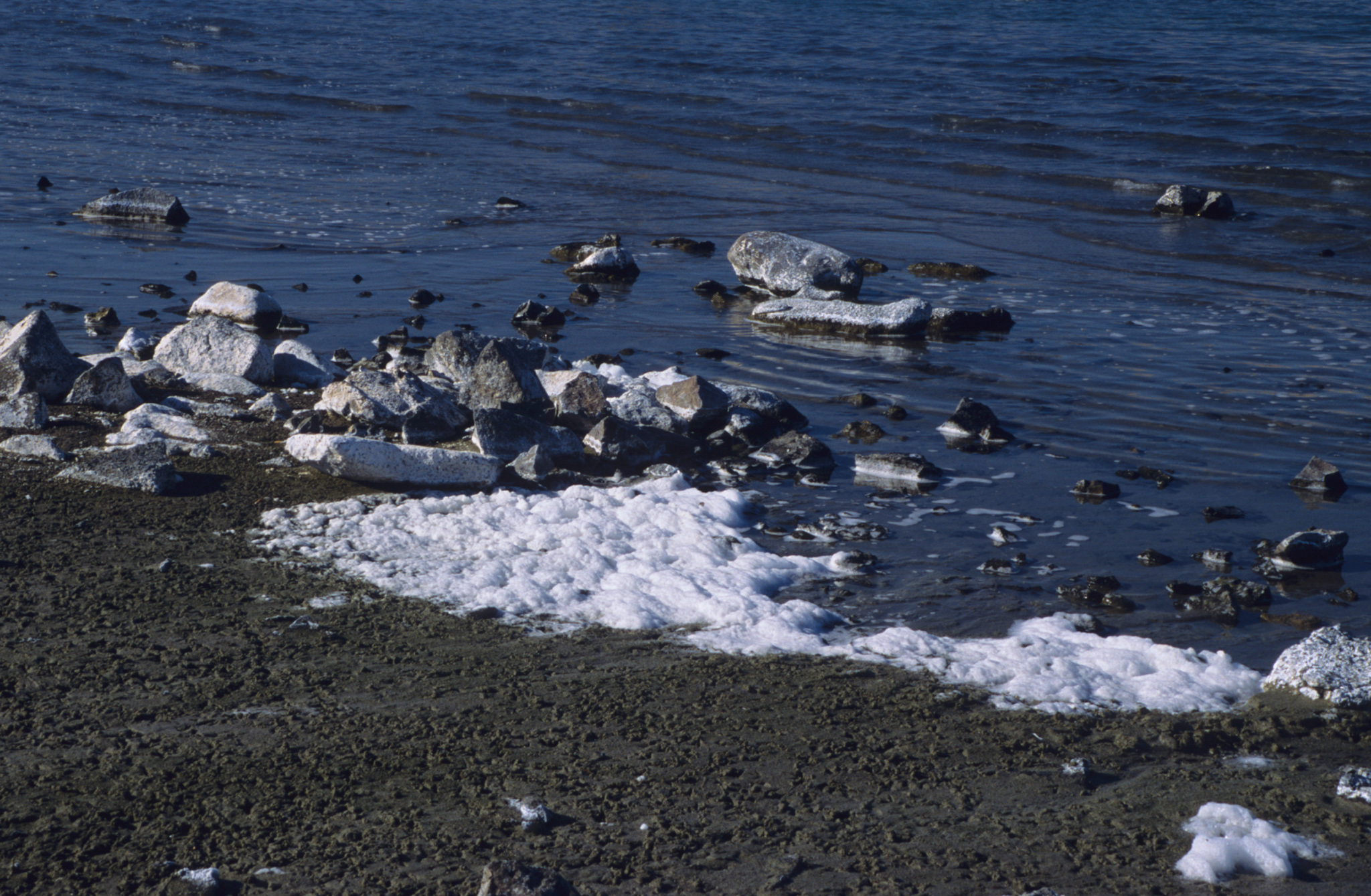
Espuma jabonosa en la orilla del lago Soap, en Washington

## Ejemplos de lagos meromicticos

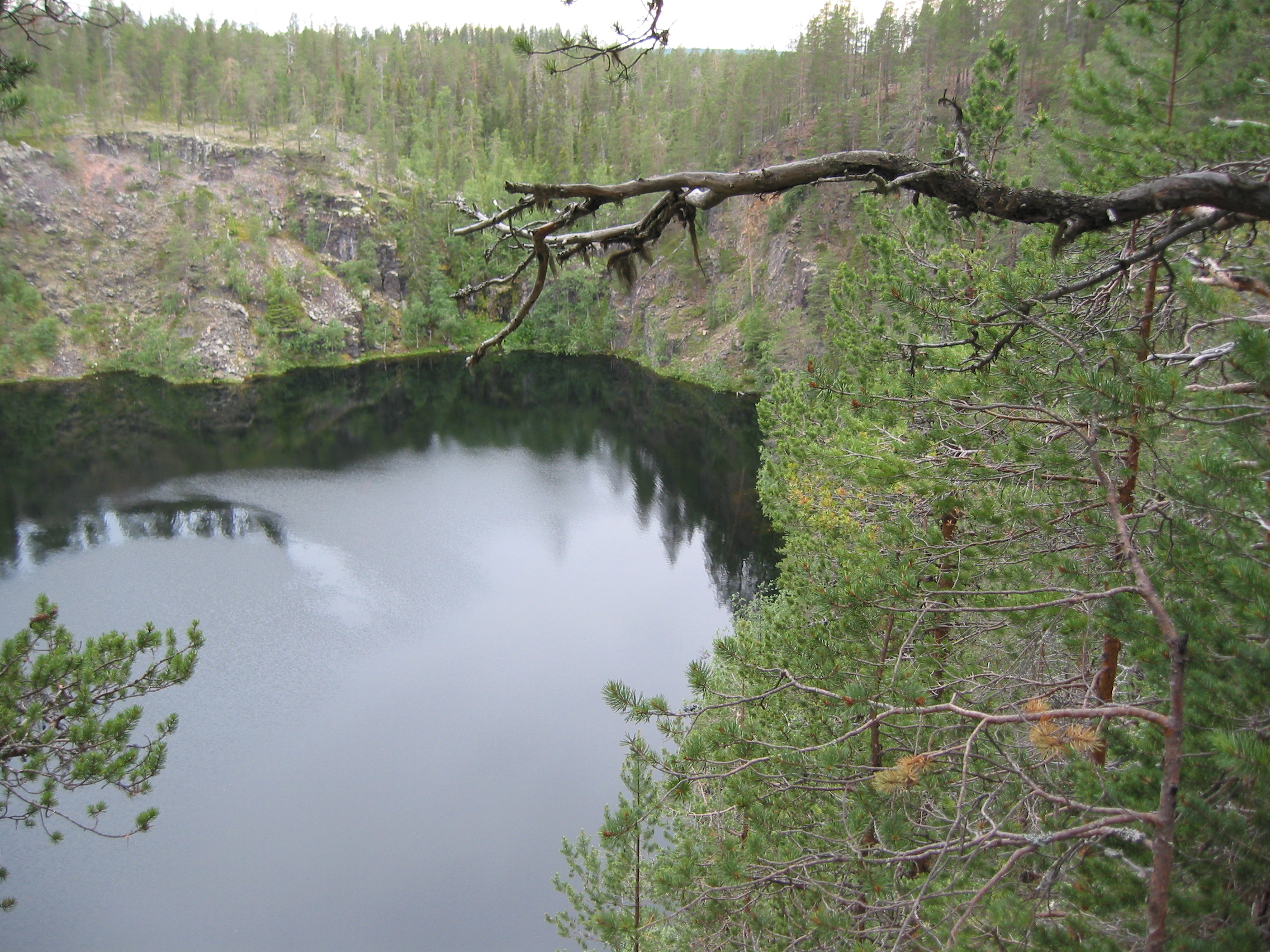
Lago Pakasaivo, un lago meromíctico en Muonio, Finlandia

Hay lagos meromícticos en todo el mundo. La distribución parece estar agrupada, pero esto puede deberse a investigaciones incompletas. Dependiendo de la definición exacta de "meromíctico", la proporción entre los lagos meromícticos y holomícticos en todo el mundo es de aproximadamente 1:1000.

### África
- Lago Nyos y lago Monoun en Camerún;
- Lago Kivu en Rwanda y la República Democrática del Congo;;
- Lago Tanganyika en Burundi, la República Democrática del Congo, Tanzania y Zambia;
- Lago Malawi, localizado entre Malawi, Mozambique y Tanzania.

### Antártida
- Lago Vanda en la Dependencia de Ross;
- 21 lagos, incluido el lago Orgánico en Vestfold Hills.[21]

### Asia
- Lago Shira en la República de Jakasia, Rusia;
- lago Keracut Beach, parque Nacional de Penang, en el noroeste de la isla de Penang, Malasia;
- Lago Jellyfish, en el Eil Malk, en Palaos;
- Lago Zigetangcuo, un lago crenogénico en Nagqu, Tibet, [China]]. Es el lago meromíctico situado a mayor altitud;[22]
- Lago Kaptai, en el distrito de Rangamati Hill, en la parte sureste de Bangladesh. Fue creado mediante la construcción de una presa en Kaptai para instalar una central hidroeléctrica (Kaptai)

- Lago Matano, en la isla de Célebes, Indonesia.

### Australia
- Lago Fidler,  en la reserva natural de Tasmania Patrimonio de la Humanidad

### Europa
- Kärntner Seen, lagos alpinos en la provincia austriaca deCarintia; estudiado por Ingo Findenegg en la década de 1930);
- Lago Alat, pequeño lago alpino en el estado alemán de Baviera, cerca de la ciudad de Füssen y del castillo de Neuschwanstein);
- Lago Vähä-Pitkusta en Finlandia;
- Lago Pakasaivo en Finlandia;
- Lough Furnace, en Irlanda;
- Lagos Salvatn, Kilevann, Tronstadvatn, Birkelandsvatn, Rørholtfjorden, Botnvatn, Rørhopvatn y Strandvatn, en Noruega;
- Lago Czarne en parque nacional Drawa, Polonia
- Lago Mogilnoye, en el óblast de Murmansk  de Rusia
- Lagunas de El Tobar, de Cañada del Hoyo y La Cruz en España;
- Lago Cadagno, crenogénico, en Suiza, y la ubicación del Centro de Biología Alpina;[23]
- Lago Pavin y Lago Bourget, en Francia;[24]
- el mar Negro también se considera meromíctico.

### Norteamérica
- Canadá:
  - Lago McKay en Ottawa, Ontario;
  - Lagos A y C1 en la isla Ellesmere, Nunavut[25]
  - Lago Blackcat, cerca de Dorset (Ontario), en Frost Centre;
  - Lago Crawford, cerca de Milton (Ontario);
  - Lago Picard cerca de Lakehurst (Ontario)[26]
  - Lago Mahoney en el  valle de Okanaga, Columbia Británica;
  - Lago McGinnis en Parque Provincial Petroglifos, Ontario;[27]
  - Lago Pink en el parque Gatineau, Quebec
  - Lago Powell en la ciudad de Powell River, Columbia Británica;[28]
  - Lago Sunfish cerca de Waterloo (Ontario)
  - Lago Little Round (Ontario) en Central Frontenac, Ontario[29]
  - Lago Teapot , Área de Conservación de Heart Lake, Brampton. Véase también  Lago Heart (Ontario)[30]
- Centroamérica:
  - Lago Atitlán, lago endorreico en el departamento de  Sololá, Guatemala
- Estados Unidos:
  - Lago Ballston, norte-noroeste de Albany, New York[31]
  - Gran Lago Soda, Nevada[32]
  - Lago Brownie  en Minneapolis, Minnesota[33]
  - Lago Canyon  cerca de Big Bay, Michigan[34]
  - Lago Chapel, en Pictured Rocks National Lakeshore, cerca de Munising (Michigan)[35]
  - Gran Lago Salado cerca de Salt Lake City, Utah
  - Lago Green y Lago Round en el Parque Estatal Green Lakes State Park cerca de Syracuse, New York
  - Lago Hot en el Okanogan County, Washington[36]
  - bahía Irondequoit cerca de Rochester (New York), Nueva York, también se considera meromíctica; El uso de sal para carreteras ha sido citado como la razón principal de su cambio.;
  - Lago Knaack, Wisconsin[37]
  - Lago Lake, en la esquina noroeste del Vilas County, Wisconsin[38]
  - Lago Lower Mystic en Arlington y Medford (Massachusetts), Massachusetts;
  - Lago Redoubt cerca de Sitka (Alaska); uno de los lagos meromícticos más grandes de América del Norte;[39]
  - Lago Soap en Washington